# Slab Island
Slab Island (von englisch slab ‚Fliese, Steinplatte‘) ist eine kleine Insel im Wilkins-Schelfeis westlich der westantarktischen Alexander-I.-Insel. Sie liegt vor dem östlichen Ende des Wagner-Piedmont-Gletschers der Rothschild-Insel.
Britische Kartographen kartierten sie anhand von Vermessungen des British Antarctic Survey aus den Jahren von 1970 bis 1971 und Landsat-Aufnahmen vom Januar 1974. Das UK Antarctic Place-Names Committee benannte sie 1980 deskriptiv. Namensgebend sind granitische Felsvorsprünge mit blattartiger Oberflächenstruktur, die scheinbar verfugt aneinandergrenzen.